# لیانا هندز
لیانا هندز (انگلیسی: Liana Hinds؛ زادهٔ ۲۳ فوریهٔ ۱۹۹۵) بازیکن فوتبال اهل ترینیداد و توباگو است.
وی همچنین در تیم‌های ملی فوتبال Trinidad and Tobago women's national under-17 football team, Trinidad and Tobago women's national under-20 football team، و Trinidad and Tobago women's national football team بازی کرده‌است.